# Pheidole gertrudae
Pheidole gertrudae är en myrart som beskrevs av Auguste-Henri Forel 1886. Pheidole gertrudae ingår i släktet Pheidole och familjen myror.

## Underarter
Arten delas in i följande underarter:
- P. g. capillata
- P. g. gertrudae
- P. g. leonhardi
- P. g. loretensis

## Bildgalleri

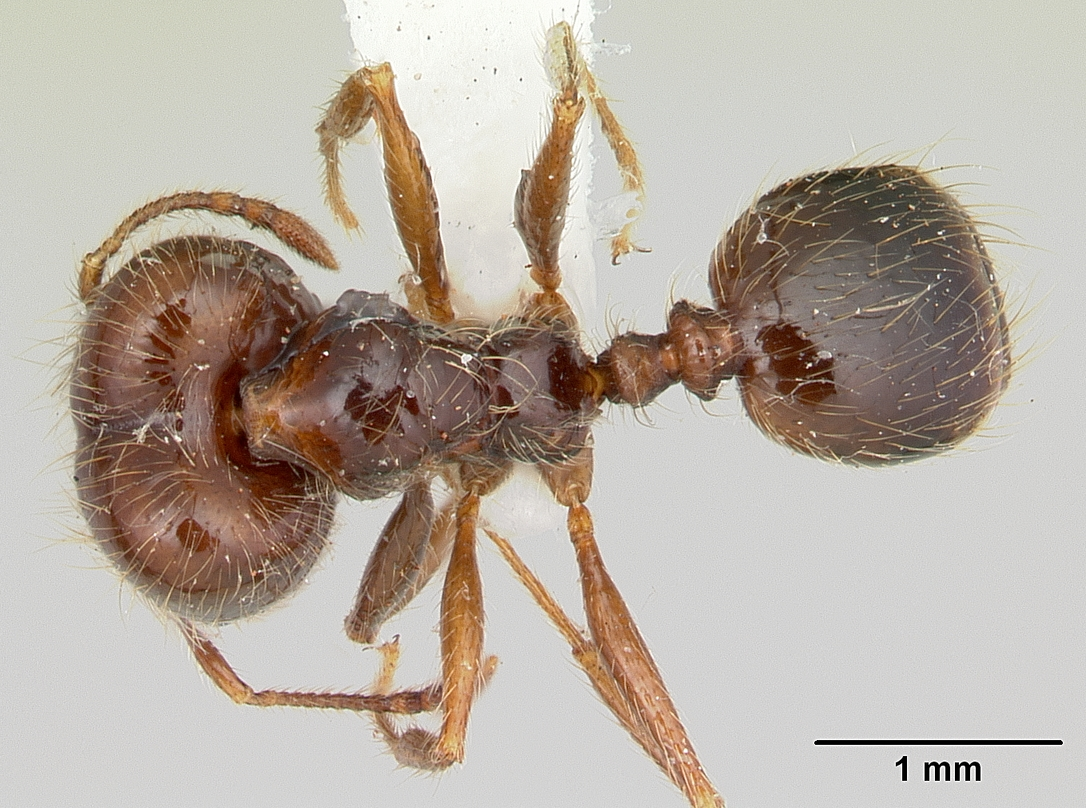
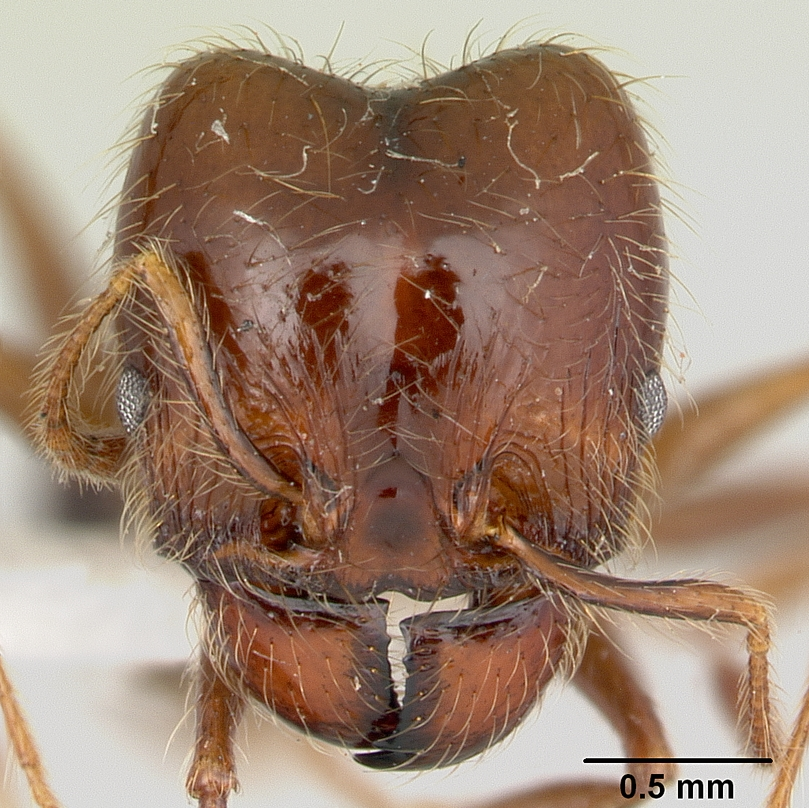
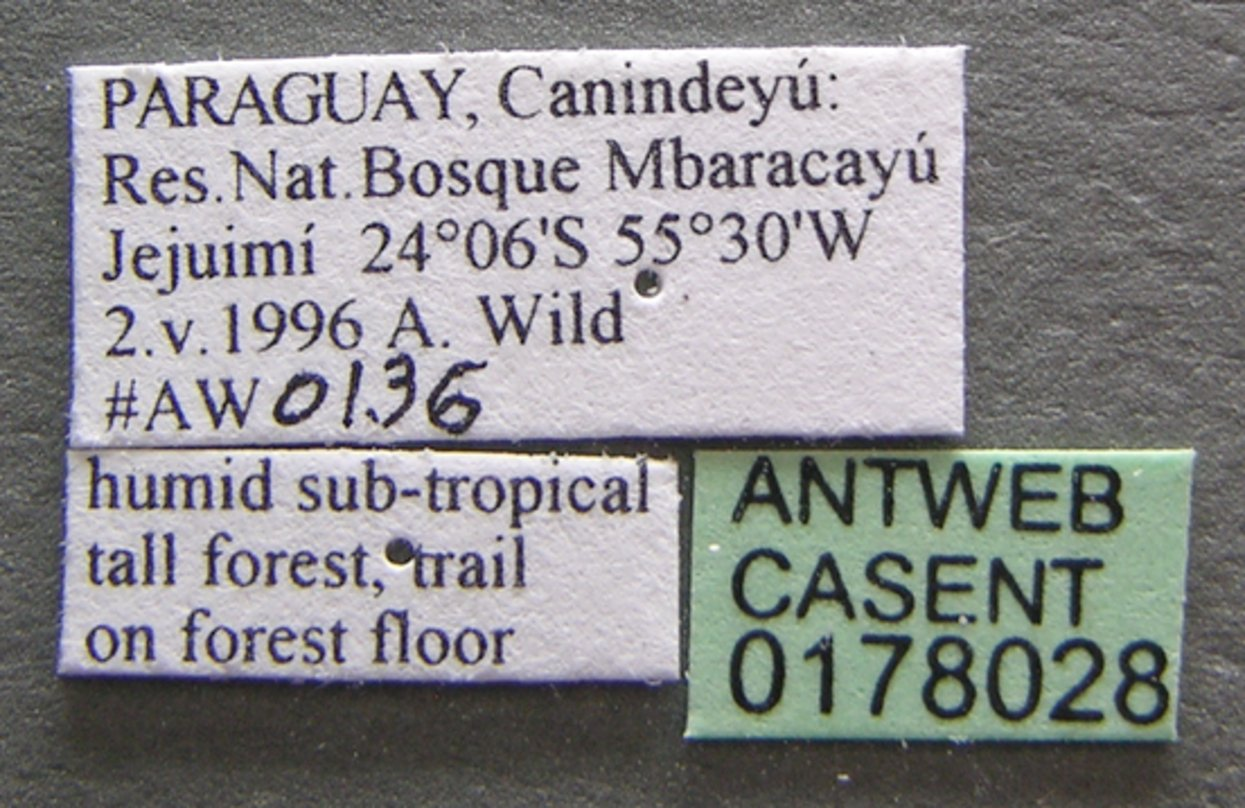
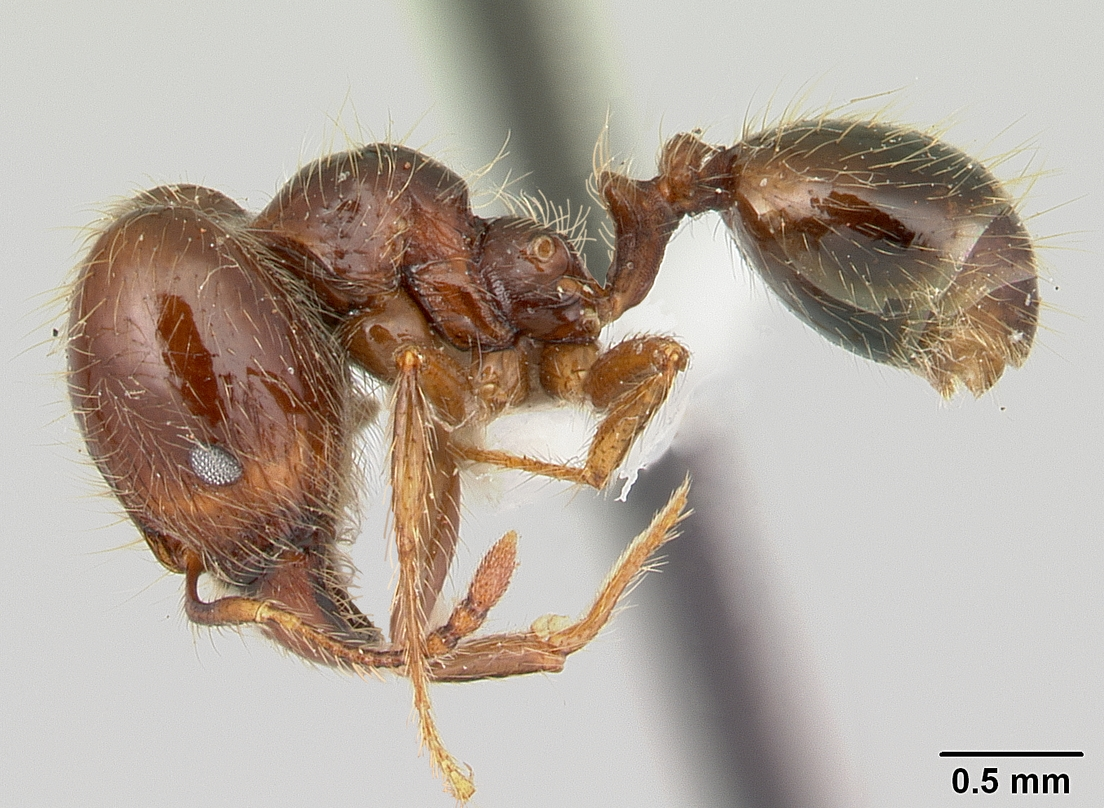
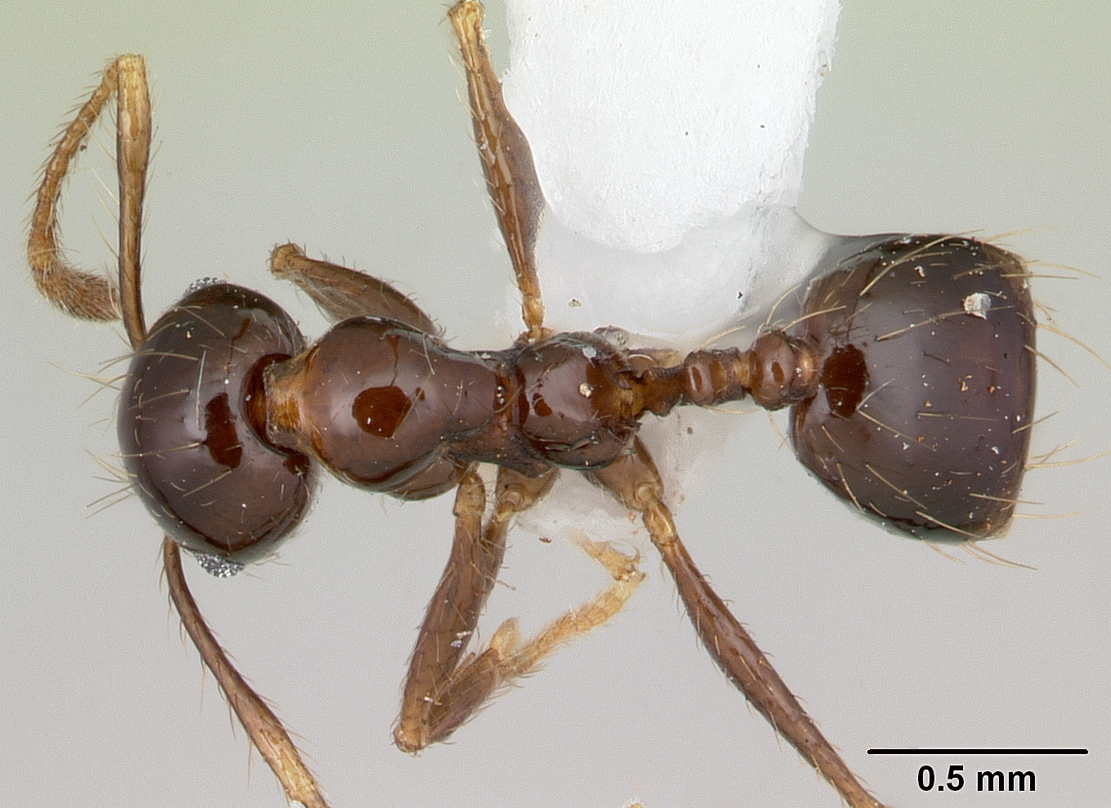
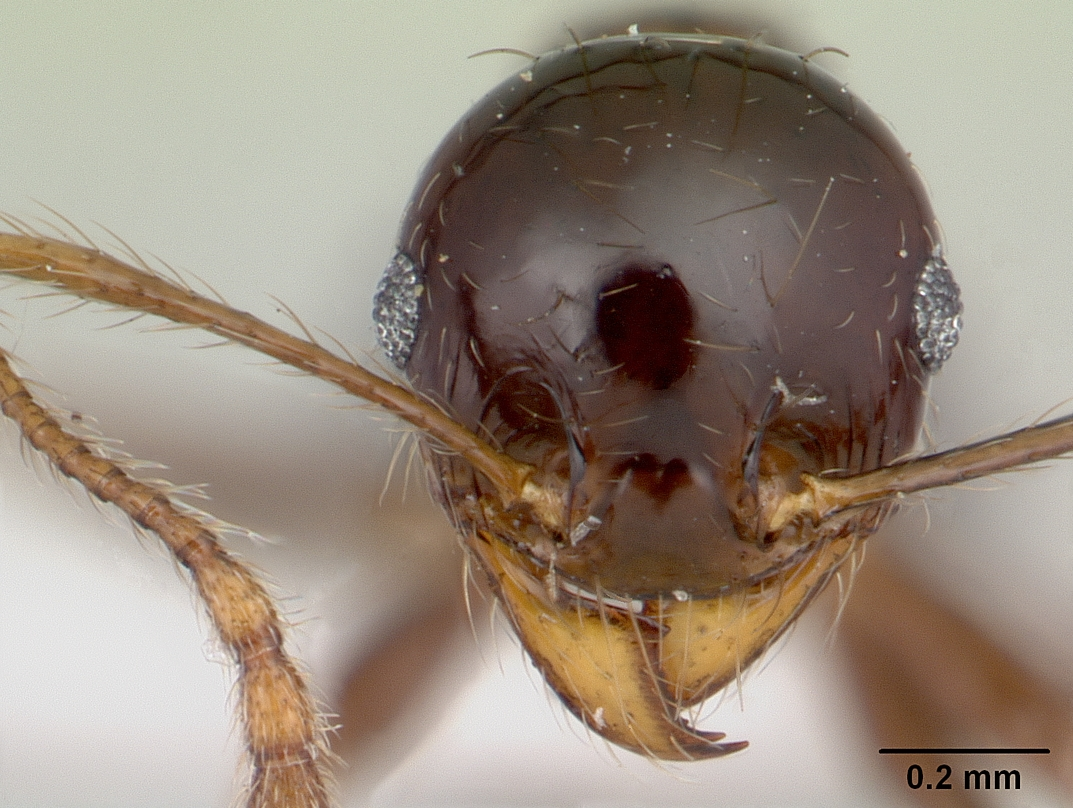